# Deuxième district congressionnel de Rhode Island
Le 2e district congressionnel du Rhode Island est un district situé dans le sud et l'ouest du Rhode Island. Le district est actuellement représenté par le démocrate Seth Magaziner, qui représente le district depuis janvier 2023.

## Composition
Le district inclut :
- Les communautés suivantes dans le Comté de Providence :
  - Burrillville, Cranston, Foster, Glocester, Johnston, Providence (en partie) et Scituate
- Tout le comté de Kent : Coventry, East Greenwich, Warwick, West Greenwich et West Warwick
- Tout le comté de Washington : Charlestown, Exeter, Hopkinton, Narragansett, New Shoreham, North Kingstown, Richmond, South Kingstown et Westerly

## Historique de vote
| Année | Poste     | Résultats               |
| ----- | --------- | ----------------------- |
| 2000  | Président | Gore 63,0 % – 31,0 %    |
| 2004  | Président | Kerry 57,0 % – 41,0 %   |
| 2008  | Président | Obama 61,0 % – 37,0 %   |
| 2012  | Président | Obama 60,0 % – 38,0 %   |
| 2016  | Président | Clinton 51,0 % – 44,0 % |
| 2020  | Président | Biden 56,0 % – 42,0 %   |

## Liste des Représentants du district
| Membre                         | Parti                               | Années                            | Congrès     | Histoire électorale |
| ------------------------------ | ----------------------------------- | --------------------------------- | ----------- | --- |
| District établi le 4 mars 1843 |                                     |                                   |             | |
| Elisha R. Potter (en)          | Law and Order (en)                  | 4 mars 1843 - 3 mars 1845         | 28e         | Élu en 1843. Perd sa réélection. |
| Lemuel H. Arnold (en)          | Whig                                | 4 mars 1845 - 3 mars 1847         | 29e         | Élu en 1845. Retrait. |
| Benjamin Babock Thurston (en)  | Démocrate                           | 4 mars 1847 - 3 mars 1849         | 30e         | Élu en 1847. Perd sa réélection. |
| Nathan F. Dixon (en)           | Whig                                | 4 mars 1849 - 3 mars 1851         | 31e         | Élu en 1849. Retrait. |
| Benjamin Babock Thurston (en)  | Démocrate                           | 4 mars 1851 - 3 mars 1855         | 32e - 34e   | Élu en 1851. Réélu en 1853. Réélu en 1855. Retrait. |
| Benjamin Babock Thurston (en)  | Know Nothing                        | 4 mars 1855 - 3 mars 1857         | 32e - 34e   | Élu en 1851. Réélu en 1853. Réélu en 1855. Retrait. |
| William Daniel Brayton (en)    | Républicain                         | 4 mars 1857 - 3 mars 1861         | 35e , 36e   | Élu en 1857. Réélu en 1859. Perd sa réélection. |
| George G. Browne (en)          | Démocrate / Union Constitutionnelle | 4 mars 1861 - 3 mars 1863         | 37e         | Élu en 1861. Perd sa réélection. |
| Nathan F. Dixon (en)           | Républicain                         | 4 mars 1863 - 3 mars 1871         | 38e - 41e   | Élu en 1863. Réélu en 1865. Réélu en 1867. Réélu en 1868. Retrait. |
| James M. Pendleton             | Républicain                         | 4 mars 1871 - 3 mars 1875         | 42e , 43e   | Élu en 1870. Réélu en 1872. Perd sa réélection. |
| Latimer Whipple Ballou         | Républicain                         | 4 mars 1875 - 3 mars 1881         | 44e - 46e   | Élu en 1874. Réélu en 1876. Réélu en 1878. Retrait. |
| Jonathan Chace (en)            | Républicain                         | 4 mars 1881 - 26 janvier 1885     | 47e , 48e   | Élu en 1880. Réélu en 1882. Retrait pour se présenter comme Sénateur des États-Unis et démissionne lorsqu'élu. |
| Vacant                         | Vacant                              | 26 janvier 1885 - 12 février 1885 | 48e         | |
| Nathan F. Dixon III (en)       | Républicain                         | 12 février 1885 - 3 mars 1885     | 48e         | Élu pour terminer le mandat de Chace. Retrait. |
| William Almy Pirce (en)        | Républicain                         | 4 mars 1885 - 25 janvier 1887     | 49e         | Élu en 1884. Siège déclaré vacant pour cause d'irrégularités lors de l'élection. |
| Vacant                         | Vacant                              | 25 janvier 1887 - 21 février 1887 | 49e         | |
| Charles H. Page (en)           | Démocrate                           | 21 février 1887 - 3 mars 1887     | 49e         | Élu pour terminer le mandat de Pirce. Retrait. |
| Warren O. Arnold (en)          | Républicain                         | 4 mars 1887 - 3 mars 1991         | 50e , 51e   | Élu en 1886. Réélu en 1888. Se retire lorsqu'aucun des candidats n'a reçu la majorité en 1890. |
| Charles H. Page (en)           | Démocrate                           | 4 mars 1891 - 3 mars 1893         | 52e         | Élu en 1890. |
| Vacant                         | Vacant                              | 4 mars 1893 - 5 avril 1893        | 53e         | Siège déclaré vacant en raison de l'impossibilité des candidats d'atteindre la majorité en 1892. |
| Charles H. Page (en)           | Démocrate                           | 5 avril 1893 - 3 mars 1895        | 53e         | Élu pour terminer le mandat vacant. Retrait. |
| Warren O. Arnold (en)          | Républicain                         | 4 mars 1895 - 3 mars 1897         | 54e         | Élu en 1894. Retrait. |
| Adin B. Capron (en)            | Républicain                         | 4 mars 1897 - 3 mars 1911         | 55e - 61e   | Élu en 1896. Réélu en 1898. Réélu en 1900. Réélu en 1902. Réélu en 1904. Réélu en 1906. Réélu en 1908. Retrait. |
| George H. Utter (en)           | Républicain                         | 4 mars 1911 - 3 novembre 1912     | 62e         | Élu en 1910. Décès. |
| Vacant                         | Vacant                              | 3 novembre 1912 - 3 mars 1913     | 62e         | |
| Peter G. Gerry (en)            | Démocrate                           | 4 mars 1913 - 3 mars 1915         | 63e         | Élu en 1912. Perd sa réélection. |
| Walter Russell Stiness (en)    | Républicain                         | 4 mars 1915 - 3 mars 1923         | 64e - 67e   | Élu en 1914. Réélu en 1916. Réélu en 1918. Réélu en 1920. Retrait. |
| Richard S. Aldrich (en)        | Républicain                         | 4 mars 1923 - 3 mars 1933         | 68e - 72e   | Élu en 1922. Réélu en 1924. Réélu en 1926. Réélu en 1928. Réélu en 1930. Retrait. |
| John Matthew O'Connell (en)    | Démocrate                           | 4 mars 1933 - 3 janvier 1939      | 73e - 75e   | Élu en 1932. Réélu en 1934. Réélu en 1936. Retrait. |
| Harry Sandager (en)            | Républicain                         | 3 janvier 1939 - 3 janvier 1941   | 76e         | Élu en 1938. Perd sa réélection. |
| John E. Fogarty (en)           | Démocrate                           | 3 janvier 1941 - 10 janvier 1967  | 77e - 90e   | Élu en 1940. Réélu en 1942. Réélu en 1944. Réélu en 1946. Réélu en 1948. Réélu en 1950. Réélu en 1952. Réélu en 1954. Réélu en 1956. Réélu en 1958. Réélu en 1960. Réélu en 1962. Réélu en 1964. Réélu en 1966. Décès. |
| Vacant                         | Vacant                              | 10 janvier 1967 - 28 mars 1867    | 90e         | |
| Robert Tiernan (en)            | Démocrate                           | 28 mars 1967 - 3 janvier 1975     | 90e - 93e   | Élu pour terminer le mandat de Fogarty. Réélu en 1968. Réélu en 1970. Réélu en 1972. Perd sa renomination. |
| Edward Beard (en)              | Démocrate                           | 3 janvier 1975 - 3 janvier 1981   | 94e - 96e   | Élu en 1974 Réélu en 1976. Réélu en 1978. Perd sa réélection. |
| Claudine Schneider             | Républicain                         | 3 janvier 1981 - 3 janvier 1991   | 97e - 101e  | Élue en 1980. Réélue en 1982. Réélue en 1984. Réélue en 1986. Réélue en 1988. Retrait pour se présenter comme Sénatrice des États-Unis.                                                                                |
| Jack Reed                      | Démocrate                           | 3 janvier 1991 - 3 janvier 1997   | 102e - 104e | Élu en 1990. Réélu en 1992. Réélu en 1994. Retrait pour se présenter comme Sénateur des États-Unis. |
| Robert Weygand                 | Démocrate                           | 3 janvier 1997 - 3 janvier 2001   | 105e , 106e | Élu en 1996. Réélu en 1998. Retrait pour se présenter comme Sénateur des États-Unis. |
| James Langevin                 | Démocrate                           | 3 janvier 2001 - 3 janvier 2023   | 107e - 117e | Élu en 2000. Réélu en 2002. Réélu en 2004. Réélu en 2006. Réélu en 2008. Réélu en 2010. Réélu en 2012. Réélu en 2014. Réélu en 2016. Réélu en 2018. Réélu en 2020. Retrait.                                            |
| Seth Magaziner                 | Démocrate                           | 3 janvier 2023 - Présent          | 118e        | Élu en 2022. |

## Résultats des récentes élections
Voici les résultats des dix précédents cycles électoraux dans le district.

## Frontières historiques du district

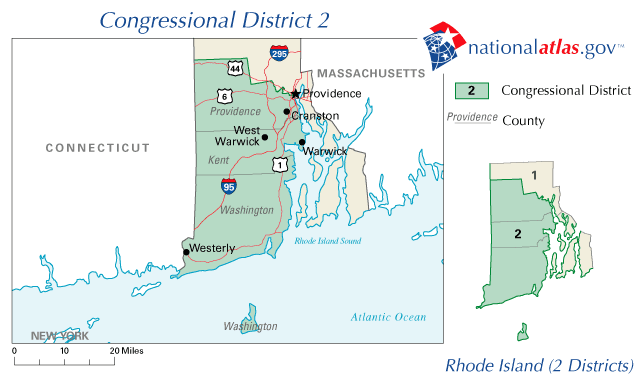
2003 - 2013

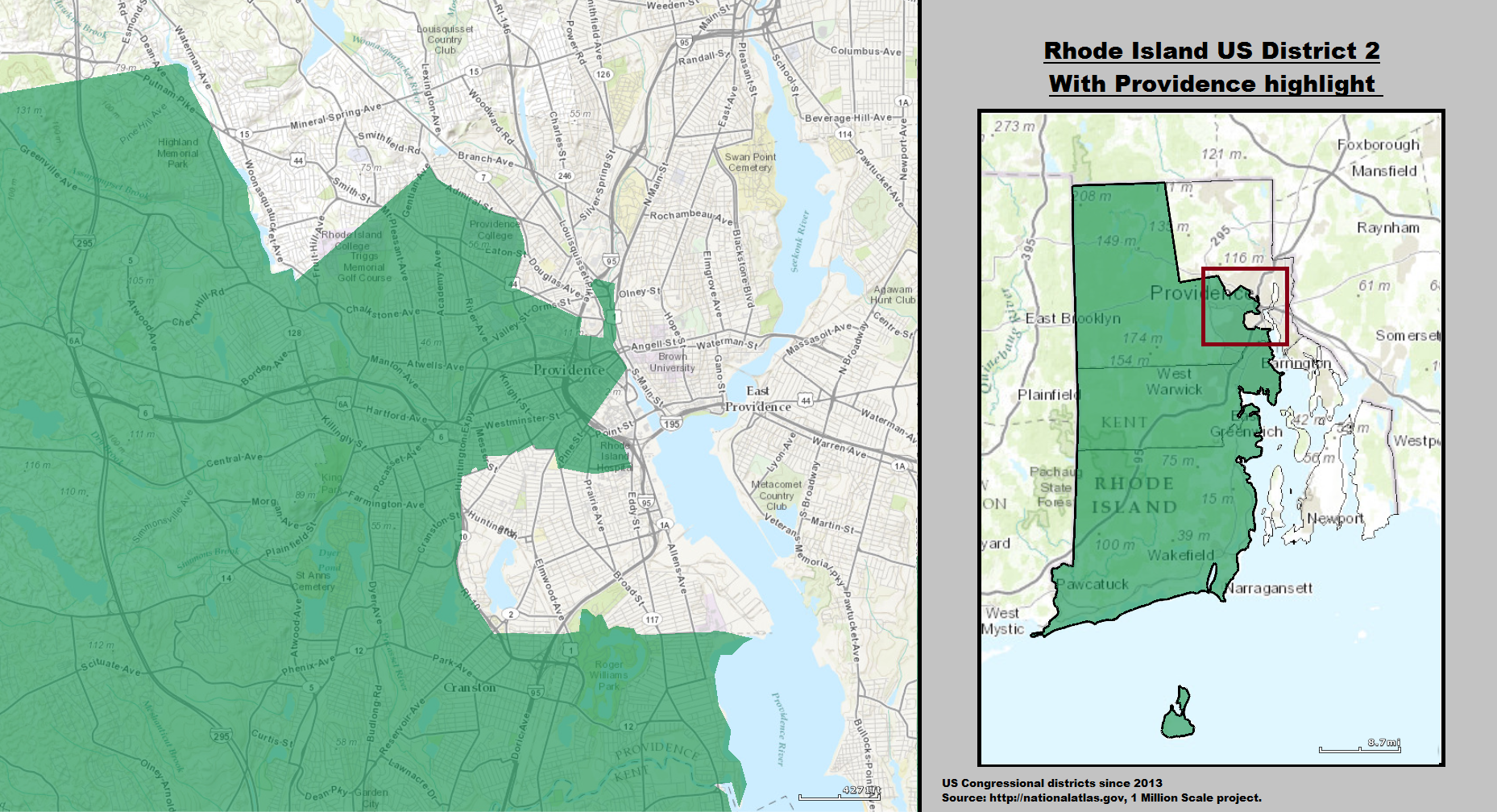
2013 - 2023

### 2004
| Élection de 2004 du 2e district congressionnel du Rhode Island | Élection de 2004 du 2e district congressionnel du Rhode Island | Élection de 2004 du 2e district congressionnel du Rhode Island | Élection de 2004 du 2e district congressionnel du Rhode Island | Élection de 2004 du 2e district congressionnel du Rhode Island |
| -------------------------------------------------------------- | -------------------------------------------------------------- | -------------------------------------------------------------- | -------------------------------------------------------------- | -------------------------------------------------------------- |
| Parti                                                          | Parti                                                          | Candidat                                                       | Votes                                                          | %                                                              |
|                                                                | Démocrate                                                      | James Langevin (sortant)                                       | 154 392                                                        | 74,5                                                           |
|                                                                | Républicain                                                    | Arthur Chuck Barton III                                        | 43 139                                                         | 20,8                                                           |
|                                                                | Indépendant                                                    | Edward M. Morabito                                             | 6 196                                                          | 3,0                                                            |
|                                                                | Indépendant                                                    | Dorman J. Hayes Jr.                                            | 3 303                                                          | 1,6                                                            |
|                                                                | Write-In                                                       | Write-In                                                       | 135                                                            | 0,1                                                            |
| Total des votes                                                | Total des votes                                                | Total des votes                                                | 207 165                                                        | 100 %                                                          |
|                                                                | Les Démocrates conservent                                      |                                                                |                                                                |                                                                |

### 2006
| Élection de 2006 du 2e district congressionnel du Rhode Island | Élection de 2006 du 2e district congressionnel du Rhode Island | Élection de 2006 du 2e district congressionnel du Rhode Island | Élection de 2006 du 2e district congressionnel du Rhode Island | Élection de 2006 du 2e district congressionnel du Rhode Island |
| -------------------------------------------------------------- | -------------------------------------------------------------- | -------------------------------------------------------------- | -------------------------------------------------------------- | -------------------------------------------------------------- |
| Parti                                                          | Parti                                                          | Candidat                                                       | Votes                                                          | %                                                              |
|                                                                | Démocrate                                                      | James Langevin (sortant)                                       | 140 315                                                        | 72,7                                                           |
|                                                                | Indépendant                                                    | Rod Driver                                                     | 52 729                                                         | 27,3                                                           |
| Total des votes                                                | Total des votes                                                | Total des votes                                                | 193 044                                                        | 100 %                                                          |
|                                                                | Les Démocrates conservent                                      |                                                                |                                                                |                                                                |

### 2008
| Élection de 2008 du 2e district congressionnel du Rhode Island | Élection de 2008 du 2e district congressionnel du Rhode Island | Élection de 2008 du 2e district congressionnel du Rhode Island | Élection de 2008 du 2e district congressionnel du Rhode Island | Élection de 2008 du 2e district congressionnel du Rhode Island |
| -------------------------------------------------------------- | -------------------------------------------------------------- | -------------------------------------------------------------- | -------------------------------------------------------------- | -------------------------------------------------------------- |
| Parti                                                          | Parti                                                          | Candidat                                                       | Votes                                                          | %                                                              |
|                                                                | Démocrate                                                      | James Langevin (sortant)                                       | 158 416                                                        | 70,0                                                           |
|                                                                | Républicain                                                    | Mark Zaccaria                                                  | 67 433                                                         | 29,8                                                           |
| Total des votes                                                | Total des votes                                                | Total des votes                                                | 226 234                                                        | 100 %                                                          |
|                                                                | Les Démocrates conservent                                      |                                                                |                                                                |                                                                |

### 2010
| Élection de 2010 du 2e district congressionnel du Rhode Island | Élection de 2010 du 2e district congressionnel du Rhode Island | Élection de 2010 du 2e district congressionnel du Rhode Island | Élection de 2010 du 2e district congressionnel du Rhode Island | Élection de 2010 du 2e district congressionnel du Rhode Island |
| -------------------------------------------------------------- | -------------------------------------------------------------- | -------------------------------------------------------------- | -------------------------------------------------------------- | -------------------------------------------------------------- |
| Parti                                                          | Parti                                                          | Candidat                                                       | Votes                                                          | %                                                              |
|                                                                | Démocrate                                                      | James Langevin (sortant)                                       | 104 442                                                        | 59,9                                                           |
|                                                                | Républicain                                                    | Mark S. Zaccaria                                               | 55 409                                                         | 31,8                                                           |
|                                                                | Indépendant                                                    | John O. Matson                                                 | 14 584                                                         | 8,4                                                            |
| Total des votes                                                | Total des votes                                                | Total des votes                                                | 174 435                                                        | 100 %                                                          |
|                                                                | Les Démocrates conservent                                      |                                                                |                                                                |                                                                |

### 2012
| Élection de 2012 du 2e district congressionnel du Rhode Island | Élection de 2012 du 2e district congressionnel du Rhode Island | Élection de 2012 du 2e district congressionnel du Rhode Island | Élection de 2012 du 2e district congressionnel du Rhode Island | Élection de 2012 du 2e district congressionnel du Rhode Island |
| -------------------------------------------------------------- | -------------------------------------------------------------- | -------------------------------------------------------------- | -------------------------------------------------------------- | -------------------------------------------------------------- |
| Parti                                                          | Parti                                                          | Candidat                                                       | Votes                                                          | %                                                              |
|                                                                | Démocrate                                                      | James Langevin (sortant)                                       | 124 067                                                        | 55,7                                                           |
|                                                                | Républicain                                                    | Michael G. Riley                                               | 78 189                                                         | 35,1                                                           |
|                                                                | Indépendant                                                    | Abel G. Collins                                                | 20 212                                                         | 9,1                                                            |
|                                                                | Write-In                                                       | Write-In                                                       | 192                                                            | 0,1                                                            |
| Total des votes                                                | Total des votes                                                | Total des votes                                                | 222 660                                                        | 100 %                                                          |
|                                                                | Les Démocrates conservent                                      |                                                                |                                                                |                                                                |

### 2014
| Élection de 2014 du 2e district congressionnel du Rhode Island | Élection de 2014 du 2e district congressionnel du Rhode Island | Élection de 2014 du 2e district congressionnel du Rhode Island | Élection de 2014 du 2e district congressionnel du Rhode Island | Élection de 2014 du 2e district congressionnel du Rhode Island |
| -------------------------------------------------------------- | -------------------------------------------------------------- | -------------------------------------------------------------- | -------------------------------------------------------------- | -------------------------------------------------------------- |
| Parti                                                          | Parti                                                          | Candidat                                                       | Votes                                                          | %                                                              |
|                                                                | Démocrate                                                      | James Langevin (sortant)                                       | 105 716                                                        | 62,2                                                           |
|                                                                | Républicain                                                    | Rhue Reis                                                      | 63 844                                                         | 37,6                                                           |
|                                                                | Write-In                                                       | Write-In                                                       | 344                                                            | 0,2                                                            |
| Total des votes                                                | Total des votes                                                | Total des votes                                                | 169 904                                                        | 100 %                                                          |
|                                                                | Les Démocrates conservent                                      |                                                                |                                                                |                                                                |

### 2016
| Élection de 2016 du 2e district congressionnel du Rhode Island | Élection de 2016 du 2e district congressionnel du Rhode Island | Élection de 2016 du 2e district congressionnel du Rhode Island | Élection de 2016 du 2e district congressionnel du Rhode Island | Élection de 2016 du 2e district congressionnel du Rhode Island |
| -------------------------------------------------------------- | -------------------------------------------------------------- | -------------------------------------------------------------- | -------------------------------------------------------------- | -------------------------------------------------------------- |
| Parti                                                          | Parti                                                          | Candidat                                                       | Votes                                                          | %                                                              |
|                                                                | Démocrate                                                      | James Langevin (sortant)                                       | 133 108                                                        | 58,1                                                           |
|                                                                | Républicain                                                    | Rhue R. Reis                                                   | 70 301                                                         | 30,7                                                           |
|                                                                | Indépendant                                                    | Jeffrey C. Johnson                                             | 16 253                                                         | 7,1                                                            |
|                                                                | Indépendant                                                    | Salvatore G. Caiozzo                                           | 8 942                                                          | 3,9                                                            |
|                                                                | Write-In                                                       | Write-In                                                       | 544                                                            | 0,2                                                            |
| Total des votes                                                | Total des votes                                                | Total des votes                                                | 229 148                                                        | 100 %                                                          |
|                                                                | Les Démocrates conservent                                      |                                                                |                                                                |                                                                |

### 2018
| Élection de 2018 du 2e district congressionnel du Rhode Island | Élection de 2018 du 2e district congressionnel du Rhode Island | Élection de 2018 du 2e district congressionnel du Rhode Island | Élection de 2018 du 2e district congressionnel du Rhode Island | Élection de 2018 du 2e district congressionnel du Rhode Island |
| -------------------------------------------------------------- | -------------------------------------------------------------- | -------------------------------------------------------------- | -------------------------------------------------------------- | -------------------------------------------------------------- |
| Parti                                                          | Parti                                                          | Candidat                                                       | Votes                                                          | %                                                              |
|                                                                | Démocrate                                                      | James Langevin (sortant)                                       | 126 476                                                        | 63,5                                                           |
|                                                                | Républicain                                                    | Sal Caiozzo                                                    | 72 271                                                         | 36,3                                                           |
|                                                                | Write-In                                                       | Write-In                                                       | 450                                                            | 0,2                                                            |
| Total des votes                                                | Total des votes                                                | Total des votes                                                | 199 197                                                        | 100 %                                                          |
|                                                                | Les Démocrates conservent                                      |                                                                |                                                                |                                                                |

### 2020
| Élection de 2020 du 2e district congressionnel du Rhode Island | Élection de 2020 du 2e district congressionnel du Rhode Island | Élection de 2020 du 2e district congressionnel du Rhode Island | Élection de 2020 du 2e district congressionnel du Rhode Island | Élection de 2020 du 2e district congressionnel du Rhode Island |
| -------------------------------------------------------------- | -------------------------------------------------------------- | -------------------------------------------------------------- | -------------------------------------------------------------- | -------------------------------------------------------------- |
| Parti                                                          | Parti                                                          | Candidat                                                       | Votes                                                          | %                                                              |
|                                                                | Démocrate                                                      | James Langevin (sortant)                                       | 154 086                                                        | 58,2                                                           |
|                                                                | Républicain                                                    | Robert Lancia                                                  | 109 894                                                        | 41,5                                                           |
|                                                                | Write-In                                                       | Write-In                                                       | 577                                                            | 0,2                                                            |
| Total des votes                                                | Total des votes                                                | Total des votes                                                | 264 557                                                        | 100 %                                                          |
|                                                                | Les Démocrates conservent                                      |                                                                |                                                                |                                                                |

### 2022
| Primaire démocrate de 2022 du 2e district congressionnel du Rhode Island | Primaire démocrate de 2022 du 2e district congressionnel du Rhode Island | Primaire démocrate de 2022 du 2e district congressionnel du Rhode Island | Primaire démocrate de 2022 du 2e district congressionnel du Rhode Island | Primaire démocrate de 2022 du 2e district congressionnel du Rhode Island |
| ------------------------------------------------------------------------ | ------------------------------------------------------------------------ | ------------------------------------------------------------------------ | ------------------------------------------------------------------------ | ------------------------------------------------------------------------ |
| Parti                                                                    | Parti                                                                    | Candidat                                                                 | Votes                                                                    | %                                                                        |
|                                                                          | Démocrate                                                                | Seth Magaziner                                                           | 30 309                                                                   | 54,0                                                                     |
|                                                                          | Démocrate                                                                | David Segal                                                              | 9067                                                                     | 16,2                                                                     |
|                                                                          | Démocrate                                                                | Sarah Morgenthau                                                         | 6696                                                                     | 11,9                                                                     |
|                                                                          | Démocrate                                                                | Joy Fox                                                                  | 6112                                                                     | 10,9                                                                     |
|                                                                          | Démocrate                                                                | Omar Bah                                                                 | 2600                                                                     | 4,6                                                                      |
|                                                                          | Démocrate                                                                | Spencer Dickinson                                                        | 1318                                                                     | 2,3                                                                      |

| Primaire républicaine de 2022 du 2e district congressionnel du Rhode Island | Primaire républicaine de 2022 du 2e district congressionnel du Rhode Island | Primaire républicaine de 2022 du 2e district congressionnel du Rhode Island | Primaire républicaine de 2022 du 2e district congressionnel du Rhode Island | Primaire républicaine de 2022 du 2e district congressionnel du Rhode Island |
| --------------------------------------------------------------------------- | --------------------------------------------------------------------------- | --------------------------------------------------------------------------- | --------------------------------------------------------------------------- | --------------------------------------------------------------------------- |
| Parti                                                                       | Parti                                                                       | Candidat                                                                    | Votes                                                                       | %                                                                           |
|                                                                             | Républicain                                                                 | Allan Fung                                                                  | 12 113                                                                      | 100                                                                         |

| Élection de 2022 du 2e district congressionnel du Rhode Island | Élection de 2022 du 2e district congressionnel du Rhode Island | Élection de 2022 du 2e district congressionnel du Rhode Island | Élection de 2022 du 2e district congressionnel du Rhode Island | Élection de 2022 du 2e district congressionnel du Rhode Island |
| -------------------------------------------------------------- | -------------------------------------------------------------- | -------------------------------------------------------------- | -------------------------------------------------------------- | -------------------------------------------------------------- |
| Parti                                                          | Parti                                                          | Candidat                                                       | Votes                                                          | %                                                              |
|                                                                | Démocrate                                                      | Seth Magaziner                                                 | 101 432                                                        | 50,4                                                           |
|                                                                | Républicain                                                    | Allan Fung                                                     | 93 969                                                         | 46,7                                                           |
|                                                                | Indépendant                                                    | Bill Gilbert                                                   | 5489                                                           | 2,7                                                            |
|                                                                | Write-In                                                       | Write-In                                                       | 199                                                            | 0,1                                                            |
| Total des votes                                                | Total des votes                                                | Total des votes                                                | 201 089                                                        | 100 %                                                          |
|                                                                | Les Démocrates conservent                                      |                                                                |                                                                |                                                                |

### 2024
| Primaire démocrate de 2024 du 2e district congressionnel du Rhode Island | Primaire démocrate de 2024 du 2e district congressionnel du Rhode Island | Primaire démocrate de 2024 du 2e district congressionnel du Rhode Island | Primaire démocrate de 2024 du 2e district congressionnel du Rhode Island | Primaire démocrate de 2024 du 2e district congressionnel du Rhode Island |
| ------------------------------------------------------------------------ | ------------------------------------------------------------------------ | ------------------------------------------------------------------------ | ------------------------------------------------------------------------ | ------------------------------------------------------------------------ |
| Parti                                                                    | Parti                                                                    | Candidat                                                                 | Votes                                                                    | %                                                                        |
|                                                                          | Démocrate                                                                | Seth Magaziner (sortant)                                                 | 25 157                                                                   | 100 %                                                                    |

| Primaire républicaine de 2024 du 2e district congressionnel du Rhode Island | Primaire républicaine de 2024 du 2e district congressionnel du Rhode Island | Primaire républicaine de 2024 du 2e district congressionnel du Rhode Island | Primaire républicaine de 2024 du 2e district congressionnel du Rhode Island | Primaire républicaine de 2024 du 2e district congressionnel du Rhode Island |
| --------------------------------------------------------------------------- | --------------------------------------------------------------------------- | --------------------------------------------------------------------------- | --------------------------------------------------------------------------- | --------------------------------------------------------------------------- |
| Parti                                                                       | Parti                                                                       | Candidat                                                                    | Votes                                                                       | %                                                                           |
|                                                                             | Républicain                                                                 | Steven Corvi                                                                | 10 542                                                                      | 100 %                                                                       |

| Élection de 2024 du 2e district congressionnel du Rhode Island | Élection de 2024 du 2e district congressionnel du Rhode Island | Élection de 2024 du 2e district congressionnel du Rhode Island | Élection de 2024 du 2e district congressionnel du Rhode Island | Élection de 2024 du 2e district congressionnel du Rhode Island |
| -------------------------------------------------------------- | -------------------------------------------------------------- | -------------------------------------------------------------- | -------------------------------------------------------------- | -------------------------------------------------------------- |
| Parti                                                          | Parti                                                          | Candidat                                                       | Votes                                                          | %                                                              |
|                                                                | Démocrate                                                      | Seth Magaziner (sortant)                                       | TBD                                                            | TBD                                                            |
|                                                                | Républicain                                                    | Steven Corvi                                                   | TBD                                                            | TBD                                                            |
|                                                                | Write-In                                                       | Write-In                                                       | TBD                                                            | TBD                                                            |
| Total des votes                                                | Total des votes                                                | Total des votes                                                | TBD                                                            | 100 %                                                          |
|                                                                |                                                                |                                                                |                                                                |                                                                |